# Frémur (baie de la Fresnaye)
Pour les articles homonymes, voir Frémur.
Ne doit pas être confondu avec Frémur (Saint-Briac-sur-Mer).
Le Frémur est un fleuve côtier du nord de la Bretagne qui se jette dans la Manche au niveau de la Côte d'Émeraude. Il coule sur une longueur de 18,5 km.

## Étymologie et toponymie
Le nom breton est Froudveur et est composé de Froud « courant (d’eau), rapide, torrent » (frut en vieux breton) et de meur « grand ».

## Géographie
Son cours se situe intégralement en Côtes-d'Armor
Il coule globalement du sud vers le nord avec une légère orientation vers l’est.

### Communes et cantons traversés
Il prend sa source à environ 75 mètres d’altitude sur la commune de Quintenic. Il traverse ensuite les communes de Saint-Denoual, Hénansal, Hénanbihen. Il coule ensuite entre les communes de Plurien et Pléboulle Il se jette dans un marais près du lieudit Port à la Duc (commune de Fréhel) puis dans la baie de la Fresnaye où il est rejoint par le Rat, le Pont Pourvoi et le Kerniton.
Il traverse ainsi les cantons de Lamballe et de Pléneuf-Val-André.

### Bassin versant
Son bassin versant s’étend sur 65,5 km2. Le Frémur traverse une seule zone hydrographique « Côtiers du rau du Pont Quinteux (c) au Frémur & le Frémur de sa source à la mer » (J120) de 136 km2 de superficie. Ce dernier bassin versant est constitué à 88,73 de « territoires agricoles », à 5,90 de « forêts et milieux semi-naturels », à 4,72 de « territoires artificalisés », à 0,77 de « zones humides ». 

### Organisme gestionnaire
L'organisme gestionnaire est le SAGE Arguenon –Baie de la Fresnaye.

## Affluent
Son principal affluent est :
- le Guinguenoual (rd[note 1]) 11,8 km qui a deux affluents

### Rang de Strahler
Donc son rang de Strahler est de trois.

## Aménagements et écologie
La baie de la Fresnaye est protégée par une zone naturelle d'intérêt écologique, faunistique et floristique de 894 hectares. Le marais situé à l’embouchure du Frémur Est une zone humide importante de 34 hectares dont 10 à humidité temporaire.
Le bassin-versant de la Baie de la Fresnaye, d'une superficie de 13 646 hectares, compte 10 000 habitants ; en moyenne de 2002 à 2019, entre avril et octobre, la surface occupée sur l'estran par les algues vertes, a été de 28 hectares.
La baie de La Fresnaye était donc concernée par des marées vertes mais des progrès importants de limitation des apports de nitrates en ont beaucoup diminué l'importance depuis 2008.